# Henryk Szordykowski
Henryk Jan Szordykowski (3. června 1944, Iława, Varmijsko-mazurské vojvodství – 25. prosince 2022) byl polský atlet, běžec, který se věnoval středním tratím.
Reprezentoval na letních olympijských hrách v mexickém Ciudad de México 1968 a na olympiádě v Mnichově 1972. Čtyřikrát se stal halovým mistrem Evropy v běhu na 1500 metrů.